# السرو (ملحان)

تعديل مصدري - تعديل

السرو هي إحدى قرى عزلة بني وهب بمديرية ملحان التابعة لمحافظة المحويت، بلغ تعداد سكانها 1329 نسمة حسب تعداد اليمن لعام 2004.